# Катар на Светском првенству у атлетици у дворани 2022.
Катар је учествовао на 18. Светском првенству у атлетици у дворани 2022. одржаном у Београду од 18. до 20. марта. У свом тринаестом учешћу на Светским првенствима у дворани до данас, репрезентацију Катара представљала су 2 атлетичара који су се такмичили у 2 дисциплине.,
На овом првенству тамичари Катара нису освојили ниједну медаљу али је остварен 1 најбољи резултат сезоне.

## Учесници
Мушкарци:
- Феми Огуноде — 60 м
- Мохамед ал-Гарни — 3.000 м

## Резултати

### Мушкарци
| Атлетичар        | Дисциплина | Лични рекорд | Квалификације | Квалификације | Полуфинале | Полуфинале | Финале                | Финале       | Детаљи |
| Атлетичар        | Дисциплина | Лични рекорд | Резултат      | Место         | Резултат   | Место      | Резултат              | Место        | Детаљи |
| ---------------- | ---------- | ------------ | ------------- | ------------- | ---------- | ---------- | --------------------- | ------------ | ------ |
| Тосин Огуноде    | 60 м       | 6,51 НР      | 6,52 КВ, ЛРС  | 2. у гр. 4    | 6,60       | 3. у гр. 3 | Нису се квалификовали | 8 / 43 (50)  |        |
| Мохамед ал-Гарни | 3.000 м    | 7:39,23 НР   | 8:02,86       | 8. у гр. 3    |            |            | Нису се квалификовали | 29 / 33 (34) |        |